# 오토베촌
오토베촌(乙部村)은 이와테현 시와군에 설치되었던 촌이다. 현재의 모리오카시에 해당한다.

## 연혁
- 1889년 4월 1일 - 정촌제 시행과 함께 시와군 오토베촌이 성립하였다.
- 1955년 4월 1일 - 이오카촌, 미루마에촌과 합병해 도난촌이 되었다

## 행정
- 역대시장

| 대 | 이름         | 취임                | 퇴임                | 비고 |
| -- | ------------ | ------------------- | ------------------- | ---- |
| 1  | 北田助市     | （1889년）5월 26일  | （1893년）5월 25일  |      |
| 2  | 城戸吉六     | （1893년）5월 26일  | （1897년）5월 25일  |      |
| 3  | 小林茂直     | （1897년）9월 10일  | （1905년）9월 16일  |      |
| 4  | 佐藤省三     | （1905년）9월 17일  | （1910년）2월 1일   |      |
| 5  | 野村長四郎   | （1910년）2월 2일   | （1910년）8월 2일   |      |
| 6  | 千田忠兵衛   | （1910년）10월 18일 | （1910년）12월 26일 |      |
| 7  | 北田久五郎   | （1910년）12월 28일 | 미상                |      |
| 8  | 佐々木善蔵   | （1921년）9월 28일  | （1923년）2월 18일  |      |
| 9  | 福田亀吉     | （1923년）6월 15일  | （1935년）6월 8일   |      |
| 10 | 佐々木円太郎 | （1935년）6월 9일   | （1936년）2월 7일   |      |
| 11 | 佐々木善蔵   | （1936년）4월 1일   | （1940년）3월 31일  | 재선 |
| 12 | 福田亀吉     | （1940년）4월 13일  | （1943년）6月24일   | 재선 |
| 13 | 法領田光男   | （1943년）7월 24일  | （1946년）11월 17일 |      |
| 14 | 佐々木善蔵   | （1947년）4월 9일   | （1949년）10월 13일 | 3선  |
| 15 | 北舘高実     | （1949년）11월 24일 | （1953년）11월 23일 |      |
| 16 | 法領田安蔵   | （1953년）11월 25일 | （1955년）3월 31일  |      |

## 참고서적
- 『이와테현 정촌 합병지』(이와테현 총무부 지방과, 1957년)